# Vera de Moncayo
Vera de Moncayo è un comune spagnolo di 448 abitanti situato nella comunità autonoma dell'Aragona.